# Natan Bernardo de Souza
Natan Bernardo de Souza (Itapecerica da Serra, São Paulo, Brasil, 6 de febrero de 2001), más conocido como Natan de Souza o simplemente Natan,  es un futbolista brasileño que juega de defensa en el Real Betis Balompié de la Primera División de España.

## Trayectoria

### Comienzos y Flamengo
Formado en la Escolinha Aert, jugó en las divisiones juveniles de Rio Branco de Venda Nova, Porto Vitória y A. A. Ponte Preta, para luego incorporarse al fútbol base del C. R. Flamengo; debutó con el primer equipo el 27 de septiembre de 2020, en el partido de Brasileirão ante el S. E. Palmeiras, que terminó con un empate a 1.
Cuatro días después, también debutó como titular en la Copa Libertadores, en la victoria por 4-0 contra el Independiente del Valle. El 7 de octubre siguiente, renovó su contrato con el club Rubro-Negro hasta 2024, con la inclusión de una cláusula de rescisión de 70 millones de euros. Al final de la temporada con el Flamengo, ganó el Campeonato Carioca y el título nacional.
Con el Flamengo, Natan jugó 18 partidos y marcó un gol entre 2020 y 2021.

### Bragantino
En marzo de 2021 fichó por el Red Bull Bragantino en calidad de cedido, con obligación de recompra al cumplir 20 partidos oficiales con la camiseta rojiblanca. En su primer año en el club paulista, disputó un total de 33 partidos, contribuyendo a alcanzar la final de la Copa Sudamericana, perdida por 1-0 ante el Athletico Paranaense (aunque en aquella ocasión Natan permaneció en el banquillo durante todo el partido). En las dos temporadas siguientes se consolidó como uno de los pilares del equipo, atrayendo la atención de varios clubes europeos.
En el club de Bragança disputó 88 partidos oficiales.

### Napoli
El 7 de agosto de 2023 fue transferido al S. S. C. Napoli. El fichaje de Natan rondaba los 10 millones de euros. Firmó un contrato de cinco años, hasta junio de 2028.Hizo su debut el 20 de septiembre, en una victoria por 2-1 sobre el Braga en la primera ronda de la Liga de Campeones, entrando como suplente en el último minuto.
En su año en el equipo italiano disputó un total de 21 partidos oficiales, 14 de Serie A, 6 de Liga de Campeones y 1 de Copa.

### Real Betis
El 15 de agosto de 2024 se convirtió en jugador del Real Betis Balompié en calidad de cedido con un contrato de préstamo por valor de 1 millón de euros y una opción de compra fijada en 8 millones de euros. Debutó con la nueva camiseta el 22 del mismo mes, entrando desde el primer minuto en la victoria a domicilio por 0-2 ante el Kryvbas, válida para el partido de ida de la ronda preliminar de la Conference League.  El 7 de noviembre, marcó su primer gol con el club español y, en general, en competiciones europeas, anotando durante el partido de Conference League ganado por 2-1 contra el equipo esloveno Celje.
En la temporada 2024-25, Natan fue el jugador más utilizado de la plantilla y el único en superar la marca de los cuatro mil minutos disputados en 52 partidos. Fue uno de los jugadores destacados del equipo de Manuel Pellegrini, que llegó a la final de la Conference League y aseguró un lugar en la Europa League a través de La Liga. El 9 de junio de 2025, el club verdiblanco ejerció la opción de compra y pagó nueve millones de euros a los italianos, ofreciendo a Natan un contrato hasta 2030.

## Estadísticas

### Clubes
Actualizado al último partido disputado el 7 de noviembre de 2024.
| Club                         | Div.          | Temporada     | Liga  | Liga  | Estatal | Estatal | Copas nacionales | Copas nacionales | Copas internacionales | Copas internacionales | Total | Total |
| Club                         | Div.          | Temporada     | Part. | Goles | Part.   | Goles   | Part.            | Goles            | Part.                 | Goles                 | Part. | Goles |
| ---------------------------- | ------------- | ------------- | ----- | ----- | ------- | ------- | ---------------- | ---------------- | --------------------- | --------------------- | ----- | ----- |
| C. R. Flamengo · Brasil      | 1.ª           | 2020          | 14    | 1     | 0       | 0       | 0                | 0                | 1                     | 0                     | 15    | 1     |
| C. R. Flamengo · Brasil      | 1.ª           | 2021          | 0     | 0     | 3       | 0       | 0                | 0                | 0                     | 0                     | 3     | 0     |
| C. R. Flamengo · Brasil      | Total club    | Total club    | 14    | 1     | 3       | 0       | 0                | 0                | 1                     | 0                     | 18    | 1     |
| Red Bull Bragantino · Brasil | 1.ª           | 2021          | 24    | 0     | 5       | 0       | 1                | 0                | 4                     | 0                     | 34    | 0     |
| Red Bull Bragantino · Brasil | 1.ª           | 2022          | 32    | 2     | 7       | 1       | 2                | 0                | 3                     | 0                     | 44    | 3     |
| Red Bull Bragantino · Brasil | 1.ª           | 2023          | 10    | 0     | 11      | 0       | 2                | 0                | 4                     | 0                     | 27    | 0     |
| Red Bull Bragantino · Brasil | Total club    | Total club    | 66    | 2     | 23      | 1       | 5                | 0                | 11                    | 0                     | 105   | 3     |
| S. S. C. Napoli · Italia     | 1.ª           | 2023-24       | 14    | 0     | —       | —       | 1                | 0                | 6                     | 0                     | 21    | 0     |
| S. S. C. Napoli · Italia     | Total club    | Total club    | 14    | 0     | 0       | 0       | 1                | 0                | 6                     | 0                     | 21    | 0     |
| Real Betis Balompié · España | 1.ª           | 2024-25       | 10    | 0     | —       | —       | 1                | 0                | 5                     | 1                     | 16    | 1     |
| Real Betis Balompié · España | Total club    | Total club    | 10    | 0     | 0       | 0       | 1                | 0                | 5                     | 1                     | 16    | 1     |
| Total carrera                | Total carrera | Total carrera | 104   | 3     | 26      | 1       | 7                | 0                | 23                    | 1                     | 160   | 5     |

## Palmarés

### Campeonatos estatales
| Título             | Club           | País           | Año  |
| ------------------ | -------------- | -------------- | ---- |
| Campeonato Carioca | C. R. Flamengo | Río de Janeiro | 2020 |

### Campeonatos nacionales
| Título               | Club           | País   | Año  |
| -------------------- | -------------- | ------ | ---- |
| Campeonato Brasileño | C. R. Flamengo | Brasil | 2020 |